# Doshisha universitet

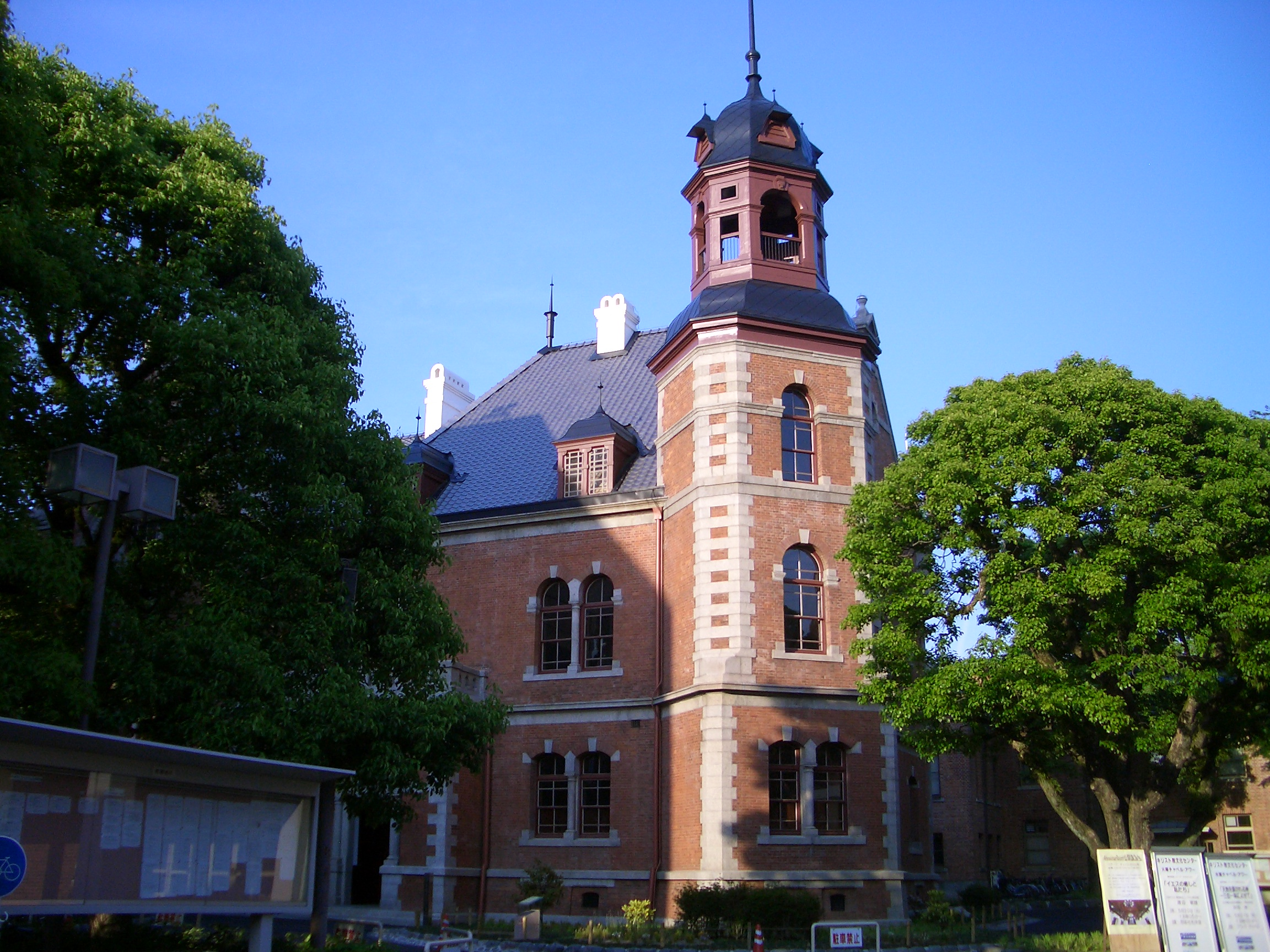
Doshisha universitet

Dōshisha universitet (japanska: 同志社大学?, Dōshisha daigaku) eller i dagligt tal (同大) Dōdai,  är ett privat japanskt universitet med en kristen framtoning. Universitetet är beläget i Kyoto, Kyoto prefektur.
Skolan grundades 1875 av Joseph Hardy Neesima och blev universitet 1912.